# Catedral de Wakefield

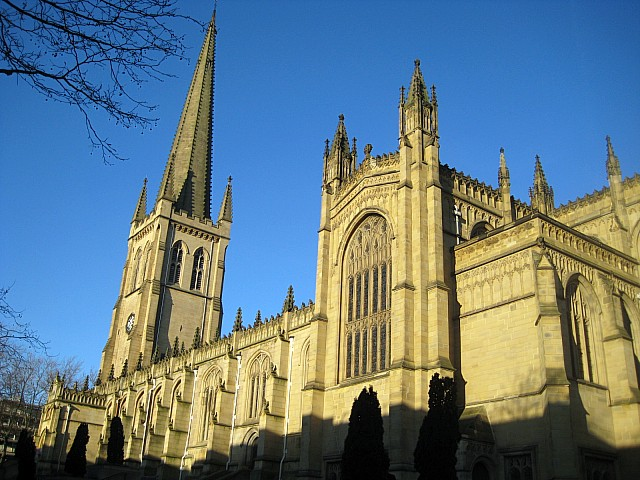
Catedral de Wakefield Uma igreja existe no local da Catedral de Wakefield em Kirkgate desde os tempos saxões. O edifício actual foi construído no século XIV e restaurado no século XIX, sendo um edifício classificado como grau I. A igreja paroquial de Todos os Santos foi elevada à categoria de catedral quando Wakefield se tornou uma cidade em 1888.

A Catedral de Wakefield, ou a Igreja Catedral de Todos os Santos em Wakefield, West Yorkshire, Reino Unido, é uma das três catedrais anglicanas da Diocese de Leeds e residência do Bispo de Leeds. Ela tem raízes anglo-saxãs e, depois de expansão e restauração, possui a torre mais alta de Yorkshire.
A catedral foi intitulado como edifício listado como Grau I em 14 de julho de 1953.